# Holló István (labdarúgó)
Holló István (1954. december 25. –) labdarúgó, kapus.

## Pályafutása
1973-ban igazolt a Veszprémi Vasutasból a Bakony Vegyészhez. Itt 1977 végig szerepelt. 1978 és 1989 között a Dunaújvárosi Kohász labdarúgója volt. Az élvonalban 1978. február 18-án mutatkozott be Zalaegerszegi TE ellen, ahol 0–0-s döntetlen született. Az élvonalban 85 mérkőzésen szerepelt. 1990-ben az Izsáki MEDOSZ játékosa lett. A következő évtől a Dunai Kőolajban szerepelt.